# Ахва (поселение)
Ахва (ивр. אַחֲוָה‎) — поселение на юге Израиля. Основано в 1974 году, находится под юрисдикцией регионального совета Беэр-Товиа.
Находится рядом с академическом колледжем Ахва.
Состоит из двух кварталов: Ахва с 30 жилыми единицами и Неот-Ахва с 80 жилищными единицами. Целью создания сельского центра изначально было оказание услуг (сады, поликлиника и потребительский центр) прилегающим территориям.
Со временем эта идея угасла, и Ахва сама по себе превратилась в общинное поселение. В первом построенном микрорайоне жили в основном учителя, работавшие в районной школе, а в 1991 году был основан второй микрорайон — Неот-Ахва.
Сегодня в поселке насчитывается 110 домов.

## Население
По данным Центрального статистического бюро Израиля, население на начало 2020 года составляло 303 человека.
По данным центрального бюро статистики, Ахва — деревенское поселение с наименьшим процентом детей в Израиле, всего 2,5 %.